# Косагаш (Жетысуская область)
Косагаш (каз. Қосағаш) — село в Кербулакском районе Жетысуской области Казахстана. Входит в состав Коксуского сельского округа. Код КАТО — 194643400.

## Население
В 1999 году население села составляло 586 человек (298 мужчин и 288 женщин). По данным переписи 2009 года, в селе проживали 492 человека (256 мужчин и 236 женщин).